# All-Star Game de la NBA 2021
El All-Star Game de la NBA de 2021 fue la septuagésima edición del partido de las estrellas de la NBA. Tuvo lugar el 7 de marzo de 2021 en el State Farm Arena de Atlanta, Georgia, sede de los Atlanta Hawks. La NBA y la Asociación de Jugadores anunciaron el 4 de febrero que se había modificado la ubicación original del partido, Indianápolis, que albergaría el All-Star de 2024. Fue la tercera vez que Atlanta fue sede del All-Star y la primera desde 2003.

## All-Star Game

### Jugadores
Los quintetos iniciales del All-Star Game se anunciaron el día 18 de febrero de 2021, mientras que los reservas se anunciaron el día 23.
- Cursiva indica el líder en votos por conferencia

| Pos              | Jugador               | Equipo             | N.º de selec.    |
| Quinteto inicial | Quinteto inicial      | Quinteto inicial   | Quinteto inicial |
| ---------------- | --------------------- | ------------------ | ---------------- |
| G                | Bradley Beal          | Washington Wizards | 3                |
| G                | Kyrie Irving          | Brooklyn Nets      | 7                |
| F                | Giannis Antetokounmpo | Milwaukee Bucks    | 5                |
| F                | Kevin Durant          | Brooklyn Nets      | 11               |
| C                | Joel Embiid           | Philadelphia 76ers | 4                |
| Reservas         |                       |                    |                  |
| G                | Jaylen Brown          | Boston Celtics     | 1                |
| G                | James Harden          | Brooklyn Nets      | 9                |
| G                | Zach LaVine           | Chicago Bulls      | 1                |
| G                | Ben Simmons           | Philadelphia 76ers | 3                |
| F                | Julius Randle         | New York Knicks    | 1                |
| F                | Jayson Tatum          | Boston Celtics     | 2                |
| C                | Nikola Vučević        | Orlando Magic      | 2                |
| Reemplazos       |                       |                    |                  |
| C                | Domantas Sabonis      | Indiana Pacers     | 2                |

| Pos              | Jugador          | Equipo                 | N.º de selec.    |
| Quinteto inicial | Quinteto inicial | Quinteto inicial       | Quinteto inicial |
| ---------------- | ---------------- | ---------------------- | ---------------- |
| G                | Stephen Curry    | Golden State Warriors  | 7                |
| G                | Luka Dončić      | Dallas Mavericks       | 2                |
| F                | LeBron James     | Los Angeles Lakers     | 17               |
| F                | Kawhi Leonard    | Los Angeles Clippers   | 5                |
| C                | Nikola Jokić     | Denver Nuggets         | 3                |
| Reservas         |                  |                        |                  |
| G                | Damian Lillard   | Portland Trail Blazers | 6                |
| G                | Donovan Mitchell | Utah Jazz              | 2                |
| G                | Chris Paul       | Phoenix Suns           | 11               |
| F                | Anthony Davis    | Los Angeles Lakers     | 8                |
| F                | Paul George      | Los Angeles Clippers   | 7                |
| F                | Zion Williamson  | New Orleans Pelicans   | 1                |
| C                | Rudy Gobert      | Utah Jazz              | 2                |
| Reemplazos       |                  |                        |                  |
| G                | Devin Booker     | Phoenix Suns           | 2                |
| G                | Mike Conley Jr.  | Utah Jazz              | 1                |

### Equipos definitivos
| Pos                                 | Jugador               | Equipo                 |                  |
| Quinteto inicial                    | Quinteto inicial      | Quinteto inicial       | Quinteto inicial |
| ----------------------------------- | --------------------- | ---------------------- | ---------------- |
| F                                   | LeBron James          | Los Angeles Lakers     |                  |
| F                                   | Giannis Antetokounmpo | Milwaukee Bucks        |                  |
| G                                   | Stephen Curry         | Golden State Warriors  |                  |
| G                                   | Luka Dončić           | Dallas Mavericks       |                  |
| C                                   | Nikola Jokić          | Denver Nuggets         |                  |
| Reservas                            |                       |                        |                  |
| G                                   | Jaylen Brown          | Boston Celtics         |                  |
| F                                   | Paul George           | Los Angeles Clippers   |                  |
| C                                   | Rudy Gobert           | Utah Jazz              |                  |
| G                                   | Damian Lillard        | Portland Trail Blazers |                  |
| G                                   | Chris Paul            | Phoenix Suns           |                  |
| G                                   | Domantas Sabonis      | Indiana Pacers         |                  |
| G                                   | Ben Simmons           | Philadelphia 76ers     |                  |
| Entrenador: Quin Snyder (Utah Jazz) |                       |                        |                  |

| Pos                                         | Jugador          | Equipo               |                  |
| Quinteto inicial                            | Quinteto inicial | Quinteto inicial     | Quinteto inicial |
| ------------------------------------------- | ---------------- | -------------------- | ---------------- |
| G                                           | Bradley Beal     | Washington Wizards   |                  |
| C                                           | Joel Embiid      | Philadelphia 76ers   |                  |
| G                                           | Kyrie Irving     | Brooklyn Nets        |                  |
| F                                           | Kawhi Leonard    | Los Angeles Clippers |                  |
| F                                           | Jayson Tatum     | Boston Celtics       |                  |
| Reservas                                    |                  |                      |                  |
| G                                           | Mike Conley Jr.  | Utah Jazz            |                  |
| G                                           | James Harden     | Brooklyn Nets        |                  |
| G                                           | Zach LaVine      | Chicago Bulls        |                  |
| G                                           | Donovan Mitchell | Utah Jazz            |                  |
| F                                           | Julius Randle    | New York Knicks      |                  |
| C                                           | Nikola Vučević   | Orlando Magic        |                  |
| F                                           | Zion Williamson  | New Orleans Pelicans |                  |
| Entrenador: Doc Rivers (Philadelphia 76ers) |                  |                      |                  |

### Partido
En esta edición se utilizó el mismo formato que la edición anterior; el equipo que anotara más puntos durante cada uno de los tres primeros cuartos de 12 minutos recibía un premio en metálico, que se donaba a una organización benéfica designada; el bote se volcaba si los equipos empataban. El último cuarto, sin cronómetro, se decidió a favor del primer equipo que alcanzara o superara una "puntuación objetivo" -la puntuación del equipo líder en anotación total después de tres cuartos más 24 puntos-.
| 7 de marzo de 2021 | Team LeBron                                                      | 170–150                               | Team Durant                                                  | |  |
| 8:00 pm ET         | Parciales: 40–39, 60–41, 46–45, 24–25                            | Parciales: 40–39, 60–41, 46–45, 24–25 | Parciales: 40–39, 60–41, 46–45, 24–25                        | |  |
|                    | Estadísticas Giannis Antetokounmpo 35 Chris Paul 8 Chris Paul 16 | Reporte Pts Reb Asts                  | Estadísticas Bradley Beal 26 Kawhi Leonard 9 Kyrie Irving 12 | Pabellón: State Farm Arena, Atlanta, Georgia Árbitros: * #6 Tony Brown - #49 Tom Washington - #61 Courtney Kirkland Televisión: TNT, TBS |  |

## All-Star contest

### Skills Challenge
| Pos. | Jugador          | Equipo                 | Altura | Peso |
| ---- | ---------------- | ---------------------- | ------ | ---- |
| F    | Robert Covington | Portland Trail Blazers | 6–7    | 209  |
| G/F  | Luka Dončić      | Dallas Mavericks       | 6–7    | 230  |
| G    | Chris Paul       | Phoenix Suns           | 6–0    | 175  |
| F/C  | Julius Randle    | New York Knicks        | 6–8    | 250  |
| F/C  | Domantas Sabonis | Indiana Pacers         | 6–11   | 240  |
| C    | Nikola Vučević   | Orlando Magic          | 6–11   | 260  |

|  | Cuartos de final | Cuartos de final            | Cuartos de final         |                          |                            | Semifinales                | Semifinales                | Semifinales                |   |  | Final | Final | Final |  |
|  |                  |                             |                          |                          |                            |                            |                            |                            |   |  |       |       |       |  |
|  |                  |                             |                          |                          |                            |                            |                            |                            |   |  |       |       |       |  |
|  | 1                | Domantas Sabonis (Indiana)  | O                        |                          |                            |                            |                            |                            |   |  |       |       |       |  |
|  | 1                | Domantas Sabonis (Indiana)  | O                        |                          |                            |                            |                            |                            |   |  |       |       |       |  |
|  | 8                | Julius Randle (New York)    | X                        |                          |                            |                            |                            |                            |   |  |       |       |       |  |
|  | 8                | Julius Randle (New York)    | X                        |                          | Domantas Sabonis (Indiana) | Domantas Sabonis (Indiana) | O                          |                            |   |  |       |       |       |  |
|  |                  |                             |                          |                          | Domantas Sabonis (Indiana) | Domantas Sabonis (Indiana) | O                          |                            |   |  |       |       |       |  |
|  |                  |                             | Luka Dončić (Dallas)     | Luka Dončić (Dallas)     | X                          |                            |                            |                            |   |  |       |       |       |  |
|  |                  |                             | Luka Dončić (Dallas)     | Luka Dončić (Dallas)     | X                          |                            |                            |                            |   |  |       |       |       |  |
|  |                  |                             |                          |                          |                            |                            |                            |                            |   |  |       |       |       |  |
|  |                  |                             |                          |                          |                            |                            |                            |                            |   |  |       |       |       |  |
|  |                  |                             |                          |                          |                            |                            | Domantas Sabonis (Indiana) | Domantas Sabonis (Indiana) | O |  |       |       |       |  |
|  |                  |                             |                          |                          |                            |                            |                            |                            | O |  |       |       |       |  |
|  |                  |                             | Nikola Vučević (Orlando) | Nikola Vučević (Orlando) | X                          |                            |                            |                            |   |  |       |       |       |  |
|  | 3                | Nikola Vučević (Orlando)    | Nikola Vučević (Orlando) | Nikola Vučević (Orlando) | X                          | O                          |                            |                            |   |  |       |       |       |  |
|  | 3                | Nikola Vučević (Orlando)    |                          |                          |                            |                            |                            |                            |   |  |       |       |       |  |
|  | 6                | Robert Covington (Portland) | X                        |                          |                            |                            |                            |                            |   |  |       |       |       |  |
|  | 6                | Robert Covington (Portland) | X                        |                          | Nikola Vučević (Orlando)   | Nikola Vučević (Orlando)   | O                          |                            |   |  |       |       |       |  |
|  |                  |                             |                          |                          | Nikola Vučević (Orlando)   | Nikola Vučević (Orlando)   | O                          |                            |   |  |       |       |       |  |
|  |                  |                             | Chris Paul (Phoenix)     | Chris Paul (Phoenix)     | X                          |                            |                            |                            |   |  |       |       |       |  |
|  |                  |                             | Chris Paul (Phoenix)     | Chris Paul (Phoenix)     | X                          |                            |                            |                            |   |  |       |       |       |  |
|  |                  |                             |                          |                          |                            |                            |                            |                            |   |  |       |       |       |  |
|  |                  |                             |                          |                          |                            |                            |                            |                            |   |  |       |       |       |  |
|  |                  |                             |                          |                          |                            |                            |                            |                            |   |  |       |       |       |  |
|  |                  |                             |                          |                          |                            |                            |                            |                            |   |  |       |       |       |  |

### Three Point Contest
| Pos. | Jugador          | Equipo                | Altura | Peso | 1ª ronda | Ronda final |
| ---- | ---------------- | --------------------- | ------ | ---- | -------- | ----------- |
| G    | Stephen Curry    | Golden State Warriors | 6–3    | 185  | 31       | 28          |
| G    | Mike Conley Jr.  | Utah Jazz             | 6–1    | 175  | 28       | 27          |
| F    | Jayson Tatum     | Boston Celtics        | 6–8    | 210  | 25       | 17          |
| G/F  | Zach LaVine      | Chicago Bulls         | 6–5    | 200  | 22       | DNQ         |
| G    | Donovan Mitchell | Utah Jazz             | 6–3    | 215  | 22       | DNQ         |
| G/F  | Jaylen Brown     | Boston Celtics        | 6–6    | 223  | 17       | DNQ         |
| G    | Devin Booker     | Phoenix Suns          | 6–5    | 206  | DNP      | DNP         |

1. 1 2  Devin Booker no participó debido a una lesión en la rodilla, siendo reemplazado por Mike Conley.[6]

### Slam Dunk Contest
| Pos. | Jugador         | Equipo                 | Altura | Peso | 1ª ronda   | Ronda final |
| ---- | --------------- | ---------------------- | ------ | ---- | ---------- | ----------- |
| G    | Anfernee Simons | Portland Trail Blazers | 6–3    | 181  | 95 (46+49) | 3           |
| F    | Obi Toppin      | New York Knicks        | 6–9    | 220  | 94 (48+46) | 2           |
| G    | Cassius Stanley | Indiana Pacers         | 6–5    | 190  | 81 (44+37) | DNQ         |

### Rising Stars Challenge
El Rising Stars Challenge es un partido de exhibición en el que participan los mejores jugadores de primer año (Rookies) y segundo año (Sophomores). El partido consta de dos tiempos de 20 minutos, similar al baloncesto universitario.
El formato del partido es el mismo utilizado en años anteriores, enfrentando a los Estados Unidos contra el Resto del Mundo. Los participantes han sido divididos entre los diez mejores jugadores de primer y segundo año de nacionalidad estadounidense, y los diez mejores jugadores de primer y segundo año de nacionalidad extranjera, similar al Nike Hoop Summit que utiliza este formato desde 1995.
El partido de esta edición no se disputó por motivos de contingencia, ya que se celebraron todas las competiciones el mismo día. A pesar de ello, la liga anunció a aquellos que lo hubieran protagonizado de llevarse a cabo como parte de una mención honorífica, reconociendo sus esfuerzos a través de la temporada.
| Pos.        | Nac.                 | Jugador                  | Equipo                | R/S       |
| ----------- | -------------------- | ------------------------ | --------------------- | --------- |
| F           | Bandera de Nigeria   | Precious Achiuwa         | Miami Heat            | Rookie    |
| G           | Bandera de Canadá    | Nickeil Alexander-Walker | New Orleans Pelicans  | Sophomore |
| F           | Bandera de Israel    | Deni Avdija              | Washington Wizards    | Rookie    |
| G/F         | Bandera de Canadá    | RJ Barrett               | New York Knicks       | Sophomore |
| G           | Bandera de Argentina | Facundo Campazzo         | Denver Nuggets        | Rookie    |
| F           | Bandera de Canadá    | Brandon Clarke           | Memphis Grizzlies     | Sophomore |
| G           | Bandera de Canadá    | Luguentz Dort            | Oklahoma City Thunder | Sophomore |
| F           | Bandera de Japón     | Rui Hachimura            | Washington Wizards    | Sophomore |
| G           | Bandera de Francia   | Théo Maledon             | Oklahoma City Thunder | Rookie    |
| G           | Bandera de Canadá    | Mychal Mulder            | Golden State Warriors | Sophomore |
| Entrenador: |                      |                          |                       |           |

| Pos.        | Jugador            | Equipo                 | R/S       |
| ----------- | ------------------ | ---------------------- | --------- |
| G           | LaMelo Ball        | Charlotte Hornets      | Rookie    |
| G           | Anthony Edwards    | Minnesota Timberwolves | Rookie    |
| G           | Tyrese Haliburton  | Sacramento Kings       | Rookie    |
| G           | Tyler Herro        | Miami Heat             | Sophomore |
| F           | De'Andre Hunter    | Atlanta Hawks          | Sophomore |
| G/F         | Keldon Johnson     | San Antonio Spurs      | Sophomore |
| G           | Ja Morant          | Memphis Grizzlies      | Sophomore |
| F           | Michael Porter Jr. | Denver Nuggets         | Sophomore |
| F           | Zion Williamson    | New Orleans Pelicans   | Sophomore |
| C           | James Wiseman      | Golden State Warriors  | Rookie    |
| Entrenador: |                    |                        |           |